# ハマカーン
ハマカーンは、ケイダッシュステージ、漫才協会に所属している日本のお笑いコンビ。2000年に結成。2006年8月まではキーストンプロに所属。THE MANZAI 2012チャンピオン。

## メンバー
浜谷 健司（はまたに けんじ、1977年11月19日 - ）（47歳）
ツッコミ担当（以前はボケ担当だったが現在もボケることがある）、立ち位置は向かって左。
- 埼玉県入間市出身[1]。血液型O型。身長174 cm。体重71 kg。
- 入間市立黒須中学校卒、私立狭山ヶ丘高等学校卒、東京農工大学工学部電子情報工学科 応用物理学コース卒、同大学院中退[2]。
- 視力が悪く、コンタクトレンズを使用していることを自身のブログなどで明かしている。
- 眉毛について、形（「ハ」の字）は父親から、濃さは母親からの遺伝だという[3]。
- 衣装はワイシャツにネクタイ姿が基本。
- 「強くなりたきゃパンを食え」（自分たちの著書のタイトルにもなっている）、「ギャンブルする奴には金を貸す」などの“名言”がある[4]。
- 芸人仲間らでのグループとして、「浜谷塾」（メンバーは同じ事務所の後輩コンビ、トム・ブラウンら）、「下衆会」（メンバーはキーストンプロ時代の同僚のハイスパットら）がある[5]。
- 音痴[6]。またリズム感がなく、手拍子が音楽とどんどんずれていく性質を持つ。
- 柔道二段、黒帯所有。スポーツバラエティ番組『炎の体育会TV』（TBSテレビ）の芸人最強軍として計4回参戦している。接待柔道ができる[7]。
- 昆虫に詳しい。一押しの昆虫はツノゼミ。ゴキブリにも造詣が深い[8]。
- ギャンブルを好み、パチンコ・パチスロを主に行っていたが[9]、競馬にも熱中している[10]。そのため、しばしばネタにも騎手の名前などが登場するようになった。
- 2013年7月28日に渡辺正行のマネージャーと入籍[10]。
- 将来的には、本業を役者業、保険で漫才をすることを目標としている。

神田 伸一郎（かんだ しんいちろう、1977年3月12日 - ）（48歳）
ボケ担当（以前はツッコミ担当だったが現在もツッコミをやることがある）、立ち位置は向かって右。
- インドネシア・ジャカルタ生まれ。神奈川県川崎市育ち。血液型O型。身長172 cm。体重61 kg。
- 川崎市立住吉中学校卒、私立桐光学園高等学校卒、東京農工大学農学部応用生物科学科卒、同大学院（生物制御科学科植物病理学研究室）中退[2]。
- 3人姉弟の第二子で姉は神田うの。弟の昇二郎は元俳優（現在は会社員）。
- レーシック手術をしたため、2006年から伊達眼鏡をかけて舞台に出ている[11]。
- 2011年8月に膝の手術をした。このためハマカーンはこの年のキングオブコント予選にはエントリーしなかった。また、学生時代、浜谷とともに柔道部だったが、この手術をきっかけに柔道をやめた。
- 現在は料理が趣味で、料理に使う野菜をベランダで育てている[12]。また、姉の影響で美容やスイーツなどの情報を良く知っている。また、フェイスパックやゲルマニウムローラーを愛用するなど、神田の美意識の高さは漫才で度々ネタにされている。
- 父が東京大学卒業のエリート官僚でかなり裕福な家庭で育ち、両親や祖父母にも大変可愛がられて大事に育てられたため、良くも悪くも若干世間とのズレがある。基本的には姉のうのと同じく、ゆっくりマイペースに喋り、誰のことも好きであるが、それ故に浜谷がドッキリで「仲の良い芸人の悪口を言う」という事に物凄いショックを受けてしまい、ドッキリとバラされても、「浜谷が悪口を言うやつ」という印象が1ヶ月ほど抜けず、浜谷を本気で嫌いになったことがある。
- 20歳前後の頃、上記の通り通商産業省キャリアであった父の赴任に母とともに同行しウィーンに在住していた時期がありドイツ語が話せ、公式プロフィールにも「特技・（のひとつとして）ドイツ語」と掲載。ただし、2012年時点で自身のTwitterでドイツ語の会話が所々しかわからなくなっていたとツイートしている[13]。
- 絵が上手く、隔月で行っているトークライブのアンケート用紙には毎回本人たちの似顔絵などイラストが描かれている。
- 同じ事務所の後輩であるヘラクレス（現在は解散）と仲がよく、井上和則、沢田純平との3人で「神田王国」なるチームを形成している。“地位”の位置づけは神田が国王、沢田が大臣、井上は平民。2012年10月26日3人で「神田王国〜舞踏会〜」と題し漫才・コント及びトークや企画を盛り込んだライブを行った[14]。
- かつて「フィギュアフォーレッグロック」というバンドを組んで活動していたことがあった。バンド名は足4の字固めのこと。メンバーは他に岩崎一則（Hi-Hi）、ササキ ユーキ（ねじ）ら[15]。
- 大の酒好きで酒も強い。ただし、2011年ごろに痛風の兆候があらわれて以降はビールを多少ひかえている[16][17]。
- 芸人を始めたてのとき、神田うのの弟という事で注目されるのが嫌で、公表していなかった。親しい芸人にだけは教えていたが、当時東京スポーツに連載をもっていた山田ルイ53世（髭男爵）からのリークで同紙に記事が出てしまった[18]。それ以降は、うのとハマカーンが一緒に仕事をすることも多くなり、うののブログにハマカーンに関する記述もされるようになった。
- 2018年2月2日、結婚[19]。2019年3月、沖縄県で挙式[20]。
- 将来的には、本業でカフェ経営、趣味で漫才をすることを目標としている。

## 略歴
- 先輩である神田が、同じ柔道部に所属していた浜谷を誘い2000年1月にコンビ結成。
- 1999年10月、結成のわずか前に東京・中野のライブハウス「studio twl」で行われたライブ「アフロシアター」で2人で初舞台[21]。
- 2005年、NHK新人演芸大賞演芸部門本戦出場。
- 2006年、M-1グランプリで準決勝進出を条件にキーストンプロからケイダッシュステージへ移籍した。
- 2007年、第5回お笑いホープ大賞準優勝。
- 2008年、M-1グランプリ準決勝進出[22]。
- 2009年、R-1ぐらんぷり2009 2回戦出場（浜谷のみ：浜谷けんじ名義）
- 2009年、第8回漫才新人大賞 大賞受賞[注 1]。
- 2009年、M-1グランプリ準決勝進出[23]
- 2010年、R-1ぐらんぷり2010 2回戦出場（浜谷のみ：はまたに名義）
- 2010年、キングオブコント準決勝進出
- 2011年、R-1ぐらんぷり2011 1回戦出場（浜谷のみ：はまたに名義）
- 2011年、THE MANZAI 2011 予選サーキットランキング3位で決勝に進出、決勝Bブロック4位。
- 2012年、キングオブコント準決勝進出[24]
- 2012年、THE MANZAI 2012 予選サーキットランキング5位で決勝に進出、決勝Aブロックを1位で通過し、優勝[25]。
- 2013年、ブレイクタレントランキングで浜谷が2位、神田が4位につけるなどブレイクを果たす。
- 2014年、阪神電気鉄道のCM、「阪神沿線物語」に出演。
- 2019年、「年を取っても漫才をずっとできる環境を考えたら漫才協会、劇場を持っていない事務所に所属しているので、こうして浅草で定期的に客前に立つっていうのは漫才師にとっては非常に大事なこと」であるとして、漫才協会に加入する[26]。

## ネタ
- 主に漫才を行っている。ハマカーン単独ライブ等ではコントをメインとすることもあるが、いわゆる正統派のしゃべくり漫才を主流としている。
- 漫才では、神田が行う携帯電話の機種変更や金魚すくいなど、当たり障りの無い普通の行為に対して浜谷が物騒な例えで大げさに否定するというスタイルのネタを行う。その際、浜谷が神田の行動を「下衆の極み」、「鬼畜の所業」、「人にあらず」、「地獄の鬼すら反吐吐く所業」、「天に唾する行為」、「人の姿をした悪魔の所業」、「来世人に生まれると思うなよ」などの決め台詞で非難する。ネタの締めでは神田が強引に話を終わらせ、浜谷が神田を問い詰めながらも一緒に頭を下げてハケていく形を定番にしている。「下衆の極み」は漫画『北斗の拳』からインスパイアされたネタだという[27]。
- 2012年の演芸番組『THE MANZAI』（フジテレビ）ではスタイルを一転させ、神田の女子的目線から放たれるウザい意見に浜谷が感情的に突っ込み、それに対して神田が奇妙に理論的な理屈でやりこめて浜谷が思わず反省してしまうというネタを演じ優勝する。このネタ中でも半ば強引に前述の決め台詞を織り交ぜていた[28]。
- かつては神田はネタの最後にバレリーナのように腕を前に下ろしてお辞儀し、浜谷は江戸っ子のようなお辞儀をしていた。なお、お辞儀をやめた理由について二人は「『爆笑オンエアバトル』（NHK総合）レギュラー放送終了（2010年3月）を期にやめた」とインタビューで談話している[29]。
- 以前は「浜谷がロボットに扮して様々な職業に挑戦する」というネタを頻繁に行っていた。現在は上記の通りスタイルを変更したため行われていない。
- 深夜帯のテレビ番組やラジオ番組では下ネタを話すこともあるが、ネタにはあまり使わない。

## エピソード
- ハマカーンというコンビ名の由来は2人の名字「浜谷（ハマタニ）」と「神田（カンダ）」を組み合わせたものである。結成したばかりの頃は「浜谷神田」の名前でライブに出演し続けていたが、ライブ共演を通じて仲良くなった小野まじめ（クールポコ）にコンビ名を略されて「ハマカンちゃん」とよく言われていたことから、これを採用。なお「カーン」と伸ばしたのはその場ノリだったという[30]。
- 前述の様に二人とも柔道をやっており、両者とも黒帯所有者。段位は浜谷が2段で得意技は内股、神田は初段で得意技は谷落。
  - このうち浜谷は現在も柔道を継続中（所属先・吉田道場梅丘道場）で2010年第4回吉田道場杯柔道大会で「（当時）35歳以下有段者の部」で3位に入賞。
  - 神田は2010年ころより足の靭帯断裂など怪我が相次いだうえ、2011年夏に膝の手術を受けたのを期に柔道をやめた（神田自身のTwitterで公表）。
- 上述にもあるように「姉弟で事務所が違うことへの配慮」「実力で売れて生きたい」などの理由から、神田はかつてはうのの弟であることをあまりアピールしておらず、弟だからという理由で来たインタビュー依頼を断ったこともある。しかし、姉の結婚発表時や結婚式の時期に日刊ゲンダイや各局のワイドショーで取り上げられたりコメントを求められてからは、姉がプロデュースしたパンストをハンカチのかわりに使ってみせたり、「うので〜す」と発言したり、「お姉ちゃ〜ん見てる?」と画面に手を振るなど、徐々にネタにするようになってきた。
  - その様なことや、ほぼ同期で同じ事務所のオードリー、どきどきキャンプが売れ出したため、しばしば「バーター芸人です」と自虐的に述べている。また「『顔もそれなりに良くて、頭も良くて、ネタも面白いから次来る』と言われて9年経ってしまった」とも言っている。
  - 似た境遇の伊藤俊介（オズワルド）に、神田は「どうせバレるし、言っておいて損はない。」とアドバイスしている[31]。
- 浜谷は間違えてクレアラシルの洗顔料で歯を磨こうとした事がある。また、神田は縁日での女子トイレの行列を屋台と思って並んでしまったり、「テイクアウト」を「テイクオフ」と言ってしまったりした事があるなど、お互い天然ボケを思わせる逸話がある[32]。
- 浜谷は、うのが結婚した際、祝儀として10万円を納めた。すると神田姉弟の父親から「莫大な財産を頂いてしまって、大丈夫ですか?」と心配された[33]。
- その翌年のお正月に、うのがお年玉と称して浜谷に7万円を戻してくれた。その際「浜ちゃんお祝いありがとう。でも10万円も頂くのは申し訳なくて全額お返ししようと思ったんだけど、それはあまりに失礼だと母に窘められたから3万円だけ頂いて残りはお返しするね」と浜谷本人に言ったという。それに対して弟の神田は「姉ちゃんそういうところあるんだよ」と仕方ないといった風にフォローしていた[28]。
- うのはハマカーンのライブに美川憲一と来たことがある。ハマカーンのライブなので自分は目立っちゃいけないと大きな帽子をかぶり顔を隠していたが、その少女漫画に出てくるような帽子が大きすぎて逆に目立ってしまった[34]。
- 『THE MANZAI 2012』優勝直後に明かしたところによると、前年の2011では優勝を意識する余り決勝で緊張がとれず、本来の演技ができなかった。2012では、これを心配した東貴博（Take2）が緊張をほぐすため決勝前夜に二人を呼び、前祝いと称して飲み明かしたのが功を奏した。また神田は優勝が決まった際に感極まって泣きながらその場にしゃがみ込み、司会を務めたナインティナインから「女の子みたい」と突っ込まれていた[35]。
- 2013年3月30日の『オールスター感謝祭'13春』（TBSテレビ）で、浜谷は武井壮に勝ち、ロッククライマーで優勝し20万円を獲得した。
- 2014年3月28日から2年間、母校の東京農工大学の広報大使に就任[36]。
- 2014年10月8日放送の『リンカーン』（TBSテレビ）で、浜谷が障害物競走でぶっちぎりの1位でゴールし、浜田組が無傷の3連勝となった。だが、実は平均台から落下していたことが判明し、失格になった。テントに戻った後、浜谷はたむらけんじ・木下隆行（TKO）同様、正座してビンタされた（たむらと木下は4位（参加者が4人だったため、つまりは最下位）、浜谷はやり直すの忘れた（落下を誤魔化そうとした）。）。
- 2016年1月に発覚したベッキーとindigo la End、川谷絵音（ゲスの極み乙女。）のの不倫疑惑騒動の余波で、浜谷は「元祖ゲスの極み」と称するようになった[37]。因みに、奇しくもハマカーンと川谷、休日課長（「ゲスの極み乙女。」メンバー）の4人は同じく東京農工大学出身者である。

### 爆笑オンエアバトル
『爆笑オンエアバトル』（NHK総合）では2002年度から2008年度まで長きに渡って出場。当番組を代表する常連コンビであり、出場当初から常に安定した成績を残し活躍した。
- 初出場は2003年2月22日放送回（愛知県名古屋市収録）で、この時は413KB[38]を記録したものの6位敗退となる。因みにハマカーンがオフエアとなったのはこの回と2004年11月27日放送回（北海道北見市収録）の2回のみであるが、北見市収録の際も417KBを記録しながら7位敗退となっている。このため番組においては珍しい「全ての敗戦回が地方収録で400KB超え」となっている。
- 初オンエアは2回目の挑戦となった2003年4月25日放送回で、385KBを記録し5位通過。初期はKBが低めだったが、同年9月19日放送回の大阪収録で489KBを記録した事をきっかけに高得点を連発し、同年11月14日放送回（香川県収録）には自身初となるオーバー500（509KB）及びトップ通過を記録した。この勢いで第6回チャンピオン大会にて初出場を果たしたが、結果はセミファイナルで438KBしか獲得できず9位敗退に終わる。
- 2004年度は先述の通り1度オフエアを喫したものの、オンエアを勝ち取った全ての回において450KB以上（うち1回はオーバー500）を記録し、2年連続でチャンピオン大会に出場を果たす。更に自身初のファイナル進出も果たしたが、最終的な結果は642KBで9位敗退となる。なお、2005年1月1日放送回（本年度最後の出場回）から2007年11月9日放送回まで12戦連続オーバー450KB以上を記録（歴代2位）[注 2] していた。
- 2005年度も前年と同様に安定した成績を残し、危なげなく3年連続でチャンピオン大会に出場し、2年連続でファイナルにも進出する。ファイナルでは2位（894KB）敗退に終わり、タカアンドトシ（942KB）の連覇を阻む事は出来なかった。因みにこの年にチャンピオンとなっていれば、番組史上初めて2000年以降に結成したコンビのチャンピオンの誕生となっていった。
- 2006年度は出場した回全てにおいて470KB以上を記録するという驚異的な安定感を見せつけ、4年連続でチャンピオン大会出場を果たした。3年連続でファイナルにも進出したが、8位（834KB）[注 3] 敗退に終わった。ファイナルではNON STYLEが2000年以降に結成したコンビで初のチャンピオンとなり、先を越されてしまった。因みに今大会終了後に「ゴールドバトラー」に認定されている。
- 2007年度は更に安定感に磨きがかかり、5月18日放送回から11月9日放送回まで3戦連続で480KB以上を記録（うち2回はオーバー500）し、更に全てにおいてトップ通過を果たすという絶好調ぶりであった。ところが2008年2月15日放送回において、まさかの自己最低KBとなる361KB（5位通過）を記録してしまい、2005年1月1日放送回から続いていた「連続オーバー450KB以上」の記録が12でストップしてしまったが、この年の年間ランキングには2度オーバー500を記録していたおかげで16位に入り、何とかチャンピオン大会に出場したが、チャンピオン大会においても4大会ぶりにセミファイナルで敗退（690KB・8位）となってしまうなど、序盤から中盤までの好調から一転して終盤では苦汁を舐めた年となってしまった。
- 2008年度は4月17日放送回に出場予定だったが、ハマカーンのネタ中に番組スタッフのミスでネタが終了する合図となる音声を流すという想定外のハプニングが起きてしまったため審査対象外となり、ハマカーンのみ審査及び計量は行われなかった[注 4]（そのため、この回は戦績には含まれずノーカウントとなった）。神田は自身のブログでこのことについて「ぶつけることの出来ない怒りと悔しさでいっぱい」「誰も悪くない。僕らの運が悪かっただけ」[39] などと嘆いていた。因みにこの回で披露したネタは出場22回目で初となるコントであった。その後、5月22日放送回にてこのネタで再戦しオンエア（389KB・4位）を果たした。同時に番組内で初めてコントでのオンエアとなった。この年は先述の2月に自己最低KBを記録した事も影響していたのか、中盤まで連勝は重ねていたもののKB数が伸び悩んでいた。しかし12月4日放送回に481KBを記録し、4戦振りにトップ通過及び450KB以上を記録すると、2009年1月15日放送回でも497KBを記録して高得点を連発し、徐々に調子を取り戻していった。この年の年間合計KBランキングでは21位となっており、本来ならばチャンピオン大会出場圏外であったが、この年のランキング上位に位置していたオードリーとイワイガワがスケジュールの都合でチャンピオン大会出場を辞退したため、年間ランキング22位の上々軍団と共に繰り上げ出場となった。最終的にファイナルまで進出[注 5] したものの、5位（786KB）敗退に終わった。2009年度以降は出場していないため、ハマカーンはこの年で事実上の「オンバト」卒業となった。
- 通算オンエア回数23回は江戸むらさきと並んで2番目に多い記録となっている[注 6]。
- チャンピオン大会には6回出場しており、これはアンタッチャブル、トータルテンボスと並んで番組タイ記録となっている。また、同大会の連続出場記録もトータルテンボスと並んで番組タイ記録を保持している[注 7]。
- 東京収録では無類の強さを発揮しており、1度も敗戦を経験した事が無かった（先述の通り、2度の敗戦は地方収録によるもの）。因みに通算20勝以上している芸人の中で東京収録で敗退経験が無いのはハマカーンと流れ星☆の2組のみ[注 8] である。
- 通常回では1度も300KB台より下（100～200KB台）は記録した事が無かったが、2006年1月9日放送の「爆笑オンエアバトル 成人の日スペシャル」内で行われた即興ネタバトル企画[注 9] に挑戦した際に218KBを記録[注 10] しオフエアとなってしまった事がある[40]。
- 因みに神田は『爆笑オンエアバトル』を見ていて、触発された事がお笑いを始めるきっかけとなったと番組の公式本で語った事がある。その後、浜谷を誘ってコンビ結成するも浜谷は元々お笑いには興味が無く、お笑いを全てコントだと思っていたとの事[41]。

### THE MANZAI
THE MANZAIでは第1回（2011年大会）・第2回（2012年大会）の2度認定漫才師に選ばれ、2年連続で決勝に進出。第2回では優勝を果たした。
第1回（2011年大会）
- 各本戦サーキットでは計29点（1回目:20点、2回目:9点）を獲得し、サーキットランキングを3位で通過し決勝に進出。決勝1回戦ではBグループに振り分けられ、4番目にネタを披露した。国民ワラテンではHi-Hiの75点に次ぐ74点を記録したものの、プロ審査員の投票が渡辺正行の1票しか入らず、Bグループ最下位に終わってしまった。奇しくもBグループからファイナルラウンドに進出したのは、ハマカーンと同じくケイダッシュステージ所属の先輩にあたるHi-Hiであった[注 11]。また、今大会ではこのグループのみ4組全てに得票があった。
- この年に披露した漫才は上述の項目にもあるように「神田が行う様々な当たり障りの無い普通の行為に対して、浜谷が物騒な例えで大げさに否定する」というスタイルのネタであった。因みに2人は翌年のTHE MANZAI 2012優勝後のインタビューにて、このスタイルについて「（それまでの漫才コントから、このスタイルの漫才に形を変えて）自分たちの漫才の形ができたと思ったんです。でも、その武器を持って去年の『THE MANZAI』に出たら、全く斬れない刀だったっていう（笑）。（神田）」「最初のひと振りでパキーンと折れちゃって（笑）。『ダメだこの刀は！　ふざけんな！』って、その時に刀も甲冑も全部投げ捨てたんです。（浜谷）」[42] などと語っていた。今一つの結果に終わったものの、この敗退が漫才スタイルの変更へのきっかけとなり、翌年の優勝へと繋がる事となる。

第2回（2012年大会）
- 各本戦サーキットでは計30点（1回目:14点、2回目:16点）を獲得し、サーキットランキングを5位で通過し2年連続で決勝に進出。決勝1回戦ではAグループに振り分けられ、3番目にネタを披露した。結果はプロ審査員から9票中4票獲得し、初のファイナルラウンド進出を果たした。その後、ファイナルラウンドではプロ審査員から9票中8票[注 12] 獲得し、圧倒的な大差をつけてほぼ満場一致で優勝を果たした。なお、お笑いの大型賞レース（M-1・THE MANZAI・キングオブコント・R-1など）でケイダッシュステージ所属の芸人が優勝したのはハマカーンが史上初であった。また、同大会の歴代王者の中で、唯一よしもとクリエイティブ・エージェンシー以外の事務所に所属するコンビとなっている。
- 今大会は前年のスタイルから一転してボケ・ツッコミを逆転[注 13] し、上述にもあるように「神田の女子的目線から放たれるウザい意見に浜谷が感情的に突っ込み、それに対して神田が奇妙に理論的な理屈でやりこめて浜谷が思わず反省してしまう」というスタイルのネタで挑んだ事が功を奏した。このスタイルが出来たのは、昨年の第1回大会終了後、年が明けた後に浜谷が神田に対して「もうあなたは何にも考えなくていいよ。普段考えていることをペラペラ話してください」と言ったことが発端だったという[42]。更に2人はこの漫才スタイルについて「かどっこに追い込まれて、『どうしよう』と思っていたらちょっと隙間があったからスッと入ってみたんですよ。そしたら『THE MANZAI』で優勝できたっていう感じなんです（笑）。（浜谷）」「テレビでこのネタをやっても、まず『お前ら誰だよ』が先にあるだろうなって。だから、こんな漫才が通じるわけがないと思ってました。『お前らの漫才、進化したな』って言ってくれる方もいたんですけど、進化でもなんでもないですから（笑）。（神田）」「そうなんですよ。進化じゃなくて、退化なんです。もともとの“神田さん”に戻っただけなんですよ。13年かけてツッコミという技術を学んできて、ネタを作る技術を学んできて、13年目に全部捨てたんです（笑）。（浜谷）」「スタイルを変えたっていう意識もなかったですからね。月1、2本の新ネタを作っていたら、徐々に僕がツッコまないで浜谷さんがツッコむ要素が増えていったっていう感じで。（神田）」などと語っており、悩みに悩みぬいて閃いたのではなく、偶然の産物であったことを告白している[42]。
  - しかし、浜谷は記者からの「お2人が優勝された後、記者の方たちは「どっちがボケでどっちがツッコミって書けばいいの?」と、ちょっと混乱しているようでしたが（笑）」という質問に対しては「ああ、それはうれしいなぁ…。そんな漫才ができたら理想的だなと思っていたことがあったんですよね」としみじみと語っていた[42]。
- 第2回大会で審査員を務めた大竹まことは、ハマカーンとは自身のラジオ番組で共演するなど親交があり、本番前には2人に対して「情けは一切かけないよ」と厳しい姿勢を見せていたが、大会終了後に放送された自身のラジオ番組では「ハマカーンが一番面白かったんだよ!」と声を震わせるなど手放しで褒め称えていた。その理由を大竹は「他のネタは、話の流れからどう笑いを取っていくか分かるのだが、ハマカーンのネタは（観客を）どこ連れて行っていくのか、思いもよらない展開のおもしろさがあった」と説明しており、大絶賛していた。また、神田のフリに対しては「キャラに合った無理のない等身大のフリで、実に的確だった」「よっぽど鍛えたのであろう」とも語り、こちらも高く評価していた[43]。
- 大会最高顧問のビートたけしは今大会のハマカーンの漫才に対して「3組が（ファイナルラウンドに）出たのはわかる。ただ、ほかの2組がちょっと（ネタの）頭のほうを“とちった”な、と。ネタの選択やテンポを間違えた。こっち（ハマカーン）のテンポが、みんな笑い疲れたときに、いちばん合った。実力的には変わらないけど、現場の雰囲気がハマった、という感じかな」「納得の3組なんだけど、最後（＝ファイナルラウンド）のやり方、負けたほうは間違えたんだなぁ、って。決勝前のほうが全然出来がよかった。ちょっと薄かったよね。こっち（ハマカーン）はちょっと上がってた」と評していた[44]。
- お笑い評論家のラリー遠田は今大会でハマカーンが披露した漫才に対し「従来のしゃべくり漫才のスタイルを一段進化させて、独自の型を作り出すことができた」と評している。また、「ハマカーンの漫才で表現されているのは、日常会話のリアリティだ。私たちが普段会話をする時には、一方的にボケ続ける『ボケ役』や、ただつっこむだけの『ツッコミ役』など存在しない。会話の流れによって、主導権を握る人は移り変わっていくし、誰がまともで誰がおかしいのかは決まっていない。1人が妙なことを言うときもあれば、別の人がもっとおかしなことを口走ってしまうこともある。それら全てをひっくるめて、人と人との会話は面白い。ハマカーンは日常会話のスリリングな面白さのエッセンスを抽出して、漫才の形にまとめることに成功した」「いわばそれは、攻撃側と守備側が固定されている『野球』型の漫才ではなく、攻撃側と守備側がめまぐるしく入れ替わる『サッカー』型の漫才だ。どんな体勢からでも笑いが取れるハマカーンの最新型しゃべくり漫才は、漫才の歴史に名を残す極上の逸品だ」などと語り、かなりの高評価を下している[45]。

## 出演

### テレビ

#### 現在のレギュラー番組
- 金バク!（岡山放送）月1レギュラー
- 南関競馬マガジン（南関東地方競馬チャンネル、2015年12月6日 - ）MC
- Ole! アルディージャ（テレビ埼玉、2018年1月19日 - ）MC 浜谷のみ

#### 現在の準レギュラー番組
- アッコにおまかせ!（TBSテレビ）
- タモリ倶楽部（テレビ朝日）不定期出演
- オールスター後夜祭（2018年10月7日[46]、2019年4月6日[47]、TBSテレビ）
- 所さんの学校では教えてくれないそこんトコロ！（テレビ東京）
- なないろ日和!（テレビ東京）

#### 過去のレギュラー番組
- エンタの味方!（TBSテレビ・2007年度 一期生）
- ラジかるッ（日本テレビ）2007年4月13日出演、2007年10月1日 - 2008年3月31日 月・火曜レギュラー
- 青い空が好きっ!（隔週レギュラー・山口朝日放送製作）
- 倶楽部クマキリ（静岡第一テレビ）
- 桜塚ヤンキース（2007年、テレビ埼玉・北海道放送）1コーナーのMCを担当
- もりすぎ★パンチ （東海テレビ、2008年4月 - 2009年3月）
- アジアクロスロード（NHK BS1）リポーターで月1に生出演
- NHK高校講座『生物』（2011年4月 - 2014年3月、NHK教育テレビ）MC
- テイバン.tv（BS朝日、2012年4月 - 2014年3月）MC
- なるほどプレゼンター!花咲かタイムズ（中部日本放送、2013年4月 - 2021年3月20日）月1レギュラー
- ハマ3（フジテレビ・2013年4月15日 - 9月20日）[48]
- テレビシャカイ実験 あすなろラボ（フジテレビ・2013年4月21日- 2014年3月23日）
- 七人のコント侍（NHK BSプレミアム）浜谷のみ
  - 第3期（2013年9月 - 10月）
  - 第7期（2014年8月 - 11月）
  - 第11期（2015年10月 - 12月）
- バイキング（フジテレビ、月曜レギュラー：2014年4月7日 - 2015年3月23日、専属レポーター：2015年4月20日 - 9月）
- テイバン・タイムズ（BS朝日、2014年4月13日 - 2022年3月20日）MC
- 今週のスポットライト（関西テレビ、2014年7月15日 - 9月30日）
- アメシブ〜ギリギリランキング〜（BS朝日、2015年1月10日 - 8月8日）
- 忍者ボイメンくん 〜昇龍道で修行でござるよ〜（東海テレビ、2015年7月 - 12月）浜谷のみ
  - 忍者ボイメンくん2 〜昇龍道は忍者道具の宝庫でござる〜（2016年10月 - 2017年3月）
- パチの極み！パラダイスホールジャンバリ（テレビ神奈川他、2016年1月 - 2018年1月）MC
- シニアのためのシニアバラエティ『ババカ〜〜ン』（TOKYO MX、2016年1月8日 - 7月30日）MC
- つば九郎タイムス（フジテレビONE、2016年5月29日 - 2017年5月）
- 真麻のドドンパッ!（BS日テレ、2016年10月3日 - 2017年9月29日）月曜日「今日はドンな日？」コーナー
- 社長、ごちッす!（テレビ埼玉、2017年4月8日 - 6月24日）浜谷のみ
- Let'sクライミング（NHK BS1、2017年4月8日 - 2018年3月31日）
- ポップUP!（フジテレビ、2022年10月21日・12月9日）金曜日「高級会員だけが見る世界」コーナーレポーター

#### 単発出演
- 爆笑オンエアバトル（NHK総合 2003年4月25日-2011年1月23日) 戦績23勝2敗 最高513KB ゴールドバトラー認定
  - ※最低KBは361KBだが、上述のように敗退した回では全て400KB台（413KB、417KB）を記録している。
    - 第6回チャンピオン大会 セミファイナル9位敗退
    - 第7回チャンピオン大会 ファイナル9位
    - 第8回チャンピオン大会 ファイナル2位
    - 第9回チャンピオン大会 ファイナル8位
    - 第10回チャンピオン大会 セミファイナル8位敗退
    - 第11回チャンピオン大会 ファイナル5位
- オンバト+（NHK総合）「オンバト+PREMIUM」に出演
- U-CDTV（TBSテレビ）
- お笑い登龍門 ガッハ（フジテレビ）
- 情報ドラマチック もくげき! （TBSテレビ、2005年4月14日）
- E娘! （TBSテレビ、2006年11月9日・2007年3月8日）
- 朝はビタミン!（テレビ東京、2006年11月22日） - 前田健のプレゼン芸人として出演
- ハッピープレゼント（フジテレビ、2006年12月23日） - 姉である神田うのへ結婚プレゼントとして手作りフルコースを弟2人（と浜谷）で用意
- 『ぷっ』すま（テレビ朝日、2007年1月16日・2011年11月5日）
- クイズミリオネア （フジテレビ、2007年3月1日・8日） - 神田うのの応援でスタジオに神田、テレフォンに浜谷が出演
- ポケモン☆サンデー（テレビ東京、2007年3月18日）
- 爆笑最前線（NHK衛星第2テレビ、2007年12月6日）
- 関根&優香の笑うシリーズ
  - 関根&優香の笑うお正月2008（テレビ朝日、2008年1月2日）
- 爆笑100分テレビ!平成ファミリーズ（フジテレビ・2008年1月20日） - 神田3姉弟として出演（浜谷も出演）。
- あらびき団（TBSテレビ、2008年9月10日）
- キャラ☆キング（独立U局等）
- お笑いDynamite!（TBSテレビ）キャッチコピーは「3・2・1ドカーン」
- お笑いTV「ニコニコ笑い汁」（MONDO21）
- SUPER SURPRISE（日本テレビ、2009年6月12日）
- 夜明けのマルシェ（日本テレビ、2009年8月16日）
- 爆笑ピンクカーペット（フジテレビ）キャッチコピーは「浜谷・神田で」→「正統派漫才の旗手」→「打てば笑いの鐘 響く」
  - 新春ゴールデンピンクカーペット（2008年1月1日）
  - 新春ピンクカーペット（2009年1月1日）
- 爆笑レッドカーペット（フジテレビ、2009年8月22日・2010年2月13日・5月30日）キャッチコピーは「止まらない熱き想い」
  - 新春ゴールデンカーペット（2010年1月1日）
  - 爆生レッドカーペット（2012年7月28日）
- エンタの天使第12回（日本テレビ・2009年9月30日） - キャッチコピーは「鳴り響く笑撃波」
- 登龍門 ニューカマーズ ルパンの厨房（フジテレビ、2009年11月9日）
- ぐるぐるナインティナイン（日本テレビ、2009年1月1日）「おもしろ荘へいらっしゃい!」
  - ぐるナイ夏の2時間SP（2010年6月1日） - 「美食の宮殿 かぶっちゃや〜YO！」に試食貴族として出演
- 笑点（日本テレビ、2010年1月17日・7月25日・2011年2月13日・9月18日・2012年2月19日・8月5日・2013年3月24日・2014年3月30日）
- ウンナン極限ネタバトル! ザ・イロモネア 笑わせたら100万円（TBSテレビ、2010年2月11日） 「10モネア」のコーナー
- 爆笑一番（秋田テレビ、010年2月18日 - 25日・2011年2月10日 - 17日）
- エンタの神様（日本テレビ・2010年3月13日） - キャッチコピーは「罵りの熱血漫才」
- キッザニア（BSフジ）
- メレンゲの気持ち（日本テレビ）
- 爆笑!ネタの大図鑑〜ネタリク〜（テレビ朝日）
- カフェ・ド・トリコ（BS日テレ）
- ファミレストーク王決定戦（フジテレビ） - 神田のみ
- ジャガイモン（テレ朝チャンネル、#38,#47,#50,#53,#54,#55,#74,#76,#77,#81,#97）
- オードリー春日のカスカスTV（テレ朝チャンネル）
- おどおどオードリー（フジテレビONE）
- 史上最強のメガヒット カラオケBEST100 完璧に歌って1000万円（テレビ朝日、2010年3月24日） - 神田はコブクロの「桜」、浜谷はB.B.クィーンズの「おどるポンポコリン」で100万円に挑戦
- キミフジ（フジテレビ・2010年4月11日）
- 笑撃!ワンフレーズ（TBSテレビ、2010年5月29日・6月5日・7月10日）
- 不可思議探偵団（日本テレビ、2010年6月14日）
- なべあちっ!（フジテレビ、2010年7月20日） - ネタベストDVDの宣伝で出演
- お笑いさぁ〜ん（日本テレビ、2010年7月27日） - アンジャッシュゲスト回におつなぎさぁ〜んとして登場し、ネタ「カブトムシ狩り」を披露
- 学生才能発掘バラエティ 学生HEROES!（テレビ朝日、2010年8月25日・9月22日・11月3日・17日・24日）
- ウケウリ!!（日本テレビ、2010年9月11日） - 築地のらぁ油を紹介
- 笑いがいちばん（NHK総合、2010年9月12日）
- ジャック10（日本テレビ、2010年9月15日） - 浜谷のみ
- チエクラ〜ベ（フジテレビ、2010年10月3日）
- おもろゲ動画SHOW（TBSテレビ、2010年10月21日） - 浜谷のみ。鼻息でろうそくの火を消す技で出演。
- 想像穴埋めバラエティ シャシンカン（テレビ静岡、2010年11月25日）
- フットンダ（日本テレビ・2010年11月25日） - 浜谷のみ。春日俊彰（オードリー）、佐藤満春（どきどきキャンプ）と共に出演
  - フットンダ王決定戦2013（2013年1月1日） - 神田が決勝に進出。
- いい旅・夢気分（テレビ東京、2010年12月1日） - 神田うのと広島へ。
- One month show（テレビ朝日、2011年4月1日）
- アメトーーク!（テレビ朝日）
  - 2011年5月12日『マイナー軍団の集い』- 浜谷のみ
  - 2013年2月21日『女子っぽい芸人』- 神田のみ
  - 2013年6月13日『オシャレって何なの芸人』- 浜谷のみ
  - 2013年7月25日『福本伸行先生にシビれた芸人』- 浜谷のみ
  - 2014年2月12日『柔道部芸人』- 浜谷のみ
  - 2015年9月17日『ゴールドジム芸人』- 浜谷のみ
- 世界の果ての日本人!〜ここが私の理想郷〜（TBSテレビ、2011年5月26日） - グアテマラでのロケ。浜谷はこれが初めての海外。
- デジタル☆宝さがし（NHKテレビ、2011年7月31日）
- コレってアリですか?（日本テレビ、2011年8月2日） - 浜谷のみ
- ピラメキーノ（テレビ東京）
  - 『バカウケコドモ-1GP』2011年6月2日
  - 『3ONストライカー』2012年6月26日、7月9日
- お願い!ランキング（テレビ朝日、2011年10月11日・12月1日・2012年8月21日） - 浜谷のみ『帰れま10の新メンバーになれそうな若手芸人が知りたい』
- ハッピーMusic（日本テレビ、2011年11月17日）
- Shibuya Deep A（NHK総合、2011年11月26日）『お笑いムチャぶりバトル!』 - 浜谷のみ。飯尾和樹（ずん）と対戦し敗退。
- 炎の体育会TV（TBSテレビ） - いずれも浜谷のみ、柔道で登場。
  - 2011年11月28日 中堅として増田英彦（ますだおかだ、先鋒）、ねづっち（当時・Wコロン、大将）と共に岡明日香と対戦し敗れる。
  - 2012年4月24日 先鋒としてねづっち（中堅）とともに穴井さやかと対戦し敗れる（なお、同日はのり（オテンキ、大将が穴井に判定勝利をおさめた)。
  - 2012年8月6日 先鋒としてねづっち（中堅）、のり（大将）とともにロンドン五輪キューバ女子代表と対戦し敗れた。
  - 2013年5月4日 先鋒として今井雅之（中堅）、のり（大将）とともに古賀稔彦と対戦し巴投で一本を取られ敗れた。
- ナニコレ珍百景（テレビ朝日・2012年4月8日）
- ザ・プレミアム 驚き！ニッポンの底力（NHK BSプレミアム）
  - 東京巨大建築ヒストリー（2012年5月21日）
  - 鉄道王国物語3（2017年2月4日）
  - 鉄道王国物語4 (2018年7月7日)
  - 鉄道王国物語5 (2021年2月13日) [49]
- 生田くん、ハイ!（フジテレビ、2012年5月30日）
- 今夜もドル箱（テレビ東京、2012年5月30日）
- NexT（日本テレビ、2012年11月4日） - 第1回のゲスト。
- ZIP!（日本テレビ、2012年12月19日）
- きらきらアフロ（テレビ東京、2012年12月20日）
- ワラッタメ天国（フジテレビ） キャッチコピーは「無冠のクレーマー」
- 第46回初詣!爆笑ヒットパレード2013（フジテレビ、2013年1月1日）
- 新春!お笑い名人寄席（テレビ東京、2013年1月2日）
- 激論!どっちマニア（テレビ朝日、2013年1月5日）
  - 決着!!どっちマニア新春スペシャル（テレビ朝日、2013年1月3日）
- めざましテレビ（フジテレビ、2013年1月7日） - 『すっPPIN』でTHE MANZAI優勝後の忙しい1日に密着（2012年12月21日・22日）
- オールスター感謝祭（TBSテレビ、2013年3月30日） -浜谷がクライミングコーナーで優勝。
- 内村さまぁ〜ず #155（TOKYO MX他、2013年4月15日・22日）
- 人狼〜嘘つきは誰だ?〜 village2（フジテレビ、2013年5月17日） - 浜谷のみ
- とんねるずのみなさんのおかげでした（フジテレビ、2013年7月） - 浜谷のみ
- 上沼・高田のクギズケ!（読売テレビ、2013年7月14日）
- めんこい8オシ研究所（岩手めんこいテレビ）
- リンカーン芸人大運動会（TBSテレビ）
- 土曜スペシャル 実家に歩いて帰ろう2（テレビ東京、2014年12月6日）
- ロンドンハーツ（テレビ朝日）
- NMB48須藤凜々花の麻雀ガチバトル!（TBSチャンネル1、2016年2月20日）
- わらたまドッカ〜ン（NHK Eテレ、2016年10月4日・2017年7月10日・8月1日）
- 鉄オタ選手権・京王電鉄の陣（NHK BSプレミアム、2019年3月1日）
- オールスター後夜祭（TBSテレビ、2019年4月7日[50]）
- 日向坂で会いましょう（テレビ東京、2019年6月24日・7月1日・7月8日・11月25日・12月2日・2022年2月21日・2月28日・3月7日・2023年7月3日・7月10日・7月17日・2025年3月17日） - 浜谷のみゲストMC、代役MCとして出演[注 14]。
- ノイミーのイコノリ（TBSチャンネル、2020年9月20日・10月4日・18日） - MC
- 柳家喬太郎の笑って免疫力UP!寄席(BS11、2021年4月18日）

### ネット配信
現在のレギュラー・準レギュラー番組
- イチオシ大予想TV「馬キュン!」（BSフジ、2013年2月2日 - 2016年7月30日、2016年10月1日以降はGI開催週の動画配信（YouTube、FRESH!）のみに変更）浜谷のみ不定期出演
- 佐藤満春 浜谷健司の行け!ゼルビアルディージャ（GERA・佐藤満春YouTube公式「サトミツちゃんねる」、2022年4月 - ） - 浜谷のみ
- ウマきゅん（大井競馬場公式YouTubeチャンネル）、不定期出演

過去のレギュラー番組
- 日刊トビダス（ニンテンドー3DS・いつの間にテレビ・フジテレビ制作、2011年6月22日 - 2012年6月20日）
- ニコジョッキー「もしドヤ」、2012年5月14日開始 隔週（神田伸一郎）
- トビダスZ（ニンテンドー3DS・ニンテンドービデオ・フジテレビ制作、2012年10月26日 - 12月26日）
- 競馬予想バラエティ「うまのり」（NOTTV、2016年1月22日 - 6月）
- ハマカーンの『おめのこと、好きだっぺよ！』（いばキラTV、2017年10月17日 - 11月17日）[51]

その他の出演番組
- 裏裏ケイダッシュライブ（GyaO）
- 告っちゃ!（GyaOジョッキー、2009年）
- ケイダッシュステージの殴るなら殴れ!!（ニコジョッキー、2011年7月20日開始）
- ロトナン宝くじチャンネル（ニコニコ動画・ニコニコチャンネル内、2012年）
- AKB48のあんた、誰?（NOTTV、2013年5月8日）
- 男女7人波物語 ―恋愛も、競走だー（AbemaTV、2020年3月8日）[52]
- 日向坂46時間TV（YouTube・日向坂ちゃんねる内、2024年6月21日-23日）-6月22日放送の企画「宮崎縦断ウルトラクイズ」のMCとして浜谷のみ出演

### ラジオ
現在のレギュラー番組
- 滋慶学園COMグループ presents あなたの夢はなんですか？ （TBSラジオ、2020年10月 - ） - 浜谷のみ
- グラッチェ×グラッチェ（GERA放送局、2023年3月 - ） - 毎月第2、第4金曜放送

過去のレギュラー番組
- 大竹まこと ゴールデンラジオ!（文化放送、2011年10月7日 - 2014年3月28日）金曜日のコーナーリポーター

### ドラマ
- 御手洗ゼミの理系な日常（TBSテレビ、2008年）浜谷のみ（ゴリ 役） 神田は脚本に参加
- 華和家の四姉妹 第1話（TBSテレビ、2011年7月10日） - 浜谷のみ どきどきキャンプと共に観月ありさの同僚役で出演
- ふなっしー探偵（フジテレビ、2016年1月7日） - 浜谷のみ
- 真田丸（NHK総合、2016年） - 浜谷のみ（服部半蔵 役）
- 警視庁南平班〜七人の刑事〜（TBSテレビ、2016年7月11日） - 浜谷のみ（星野圭太刑事 役→井坂直樹刑事 役）ケイダッシュステージの先輩だった前田健の急逝を受け、その後任
- ラブホの上野さん 第9話（フジテレビ、2017年3月22日） ‐ 浜谷のみ
- 警視庁ゼロ係〜生活安全課なんでも相談室〜SEASON4　第4話（テレビ東京、2019年8月9日） ‐ 菅野伸一郎/浜田健司（コンビで出演）
- 俺の話は長い（日本テレビ、2019年10月 - 12月） - 浜谷のみ（諸角圭壱 役）
- ゴシップ #彼女が知りたい本当の〇〇 第9話（フジテレビ、2022年3月3日） - 浜谷のみ（川端心平 役）
- 一橋桐子の犯罪日記（NHK総合、2022年10月 - 11月） - 神田のみ（相田準一 役）
- 素晴らしき哉、先生!（朝日放送テレビ・テレビ朝日、2024年8月18日 - 10月6日） - 木元重明 役[53]

### 映画
- いぬばか（2009年11月21日公開） - キム・ヒョンジュン 役（浜谷のみ）
- 漫才協会 THE MOVIE 舞台の上の懲りない面々（2024年3月1日、KADOKAWA/ミックスゾーン/中京テレビ放送/ミラクルヴォイス[54]）
- THE RIGHTMAN 正義の男（2025年2月1日、映像制作リアン） - （浜谷のみ）[55]

### 舞台
- タクフェス 第11弾『晩餐』（2023年10月7日 - 12月17日、飯能市市民会館 大ホール 他） - 浜谷のみ（常滑さん 役）[56][57]
- タクフェス 第12弾『夕 -ゆう-』（2024年11月1日 - 12月12日、サンシャイン劇場 他） - 浜谷のみ（三上操 役）[58]
- タクラボ 第4弾『裏切り者に愛をこめて』（2025年4月15日 - 29日、赤坂RED/THEATER 他）[59]
- タクフェス 第13弾『くちづけ』（2025年11月24日 - 2026年1月8日〈予定〉、新川文化ホール 他） - 浜谷のみ[60]

### CM
- 阪神電気鉄道「阪神沿線物語」（2014年）[61]

## 掲載

### 雑誌
- お笑いポポロ 2008年2月号 Vol.22、2008年5月号 Vol.23
- お笑いTVLIFE Vol.1
- ViVi 2013年7月号 No.361
- InRed 2013年7月号 No.125 - 浜谷のみ
- ダ・ヴィンチ 2013年2月号 No.231

## 作品

### 書籍
- ハマカーン『下衆と女子の極み 強くなりたきゃパンを食え』ぴあ、2013年6月29日。ISBN 978-4-8356-1839-5。

### DVD
- 対象年齢5歳以上
- エンタの味方! THE DVD ネタバトルvol.1
- エンタの味方! THE DVD ネタバトルvol.2
- エンタの味方! THE DVD ネタバトルvol.3
- ハマカーン in エンタの味方!爆笑ネタBEST10 （2008年発売・発売元：TBS）
- デジタルコメディラボ カフェ・ド・トリコ （2010年発売・発売元：バップ）
- ハマカーンネタベスト「カードボード、ウォレット&スリー・ボクサーパンツ」（2010年発売・発売元：ポニーキャニオン）
- ハマカーンネタベストDVD2013「KIWAMI」（2013年8月14日発売）